# Kaplica Opieki Matki Bożej w Gródku
Kaplica pod wezwaniem Opieki Matki Bożej – prawosławna kaplica cmentarna w Gródku. Należy do parafii Narodzenia Przenajświętszej Bogurodzicy w Gródku, w dekanacie Gródek diecezji białostocko-gdańskiej Polskiego Autokefalicznego Kościoła Prawosławnego.

## Opis
Kaplica znajduje się na starym cmentarzu parafialnym. Konsekrowano ją w 1862. Po pożarze w 1943 cerkwi w Gródku pełniła funkcje świątyni parafialnej.
Jest to budynek drewniany, szalowany, w konstrukcji zrębowej, na planie prostokąta. Kaplica była gruntownie remontowana w 1977, a następnie w 2005 r. (m.in. wymieniono podwaliny, okna i drzwi, odnowiono ikonostas, wykonano nowe oszalowanie); podczas tego ostatniego remontu dobudowano pozłacaną kopułę i pokryto dachy gontem.
Kaplicę wpisano do rejestru zabytków 11 lutego 1977 pod nr A-395.